# サイモン委員会
サイモン委員会（サイモンいいんかい、英語: Simon Commission）は、ジョン・サイモンを委員長として1927年に組織された委員会であり、イギリスが1919年インド統治法の見直しを行う目的で設けられた。サイモンらは、1928年にインドに派遣され、1930年には「サイモン・レポート」（英語: Simon Report）を発表した。しかし委員にインド人は含まれず、インド人の激しい反発を招いた。インド行政改革勧告委員会（インドぎょうせいかいかくかんこくいいんかい）とも称される。

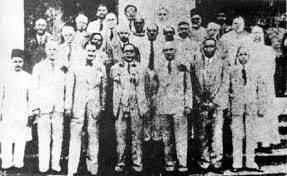
委員会に参加した人々（1928年）

## 概要
イギリスの首相、スタンリー・ボールドウィンは、1919年インド統治法の改革を目的として、1928年、ジョン・サイモンら委員をインドに派遣し、同地に委員会を発足させた。しかし委員に現地のインド人が1人も含まれていなかったことから、インド国民会議や、ムハンマド・アリー・ジンナー率いる全インド・ムスリム連盟は、委員会をボイコットした。委員会によって1930年7月に取りまとめられたサイモン・レポートは、多くのインド人から落胆と非難の声を集め、全インド・ムスリム連盟も、これを「到底認められない」とした。また、インドの立法議会の議員であるミアン・ムハンマド・シャー・ナワーズらも、同じく委員会を非難した。結果としてインド人によるイギリスへの反発は強まり、マハトマ・ガンディーを中心とする非暴力・不服従運動（市民的不服従）は再開されるに至った。
ロンドンにおいても、 "the Workers' Welfare League of India" （訳：インド労働者福祉連合）や、インド国民会議のロンドン支部によるデモが行われ、200人規模でトラファルガー広場からロンドン・ヴィクトリア駅まで行進が行われたが、警官により解散させられた。インド系の人物でありながらイギリスの国会議員となった、シャプルジ・サクラトヴァラは、イギリス国会にてこの問題を追及したものの、当局は「内務大臣のジョインソン・ヒックスが警察の出動を裁可した」と主張するのみであった。
以上のようにインド人などからの激しい抗議に晒されたイギリスは、1930年より、インドの代表を含めた円卓会議を複数回にわたり開いた。